# C.P.A. CZECH
C.P.A. CZECH s.r.o. je česká firma prodávající mobilní telefony vyrobené v Číně a příslušenství. Mezi značky prodávané touto firmou patří řady mobilů pro seniory: CPA Halo a Emporia a řada chytrých telefonů myPhone s operačním systémem Android.

## Modely
- myPhone FUN
- myPhone NEXT
- myPhone S-LINE[3]
- tablety myTab
- Allview E3 Jump